# Issas
Pour les articles homonymes, voir Issa (homonymie).
Les Issas (somali : Reer Sheikh Ciise, arabe : عيسى) sont des habitants de la Corne de l'Afrique, principalement présents dans la  capitale et le sud de Djibouti (régions de Dikhil,  d'Arta et d'Ali-sabieh), au nord du Somaliland (région de Salal et d'Awdal) et dans l'ouest de l'Éthiopie (région de Sitti, Dire-Dawa, Harar). Ils forment un groupe septentrional de l'ensemble somali, souvent considéré comme un sous-ensemble des  Dir, l'une des cinq grandes « confédérations claniques » des Somalis.
Les Issas parlent la variante septentrionale du somali, une langue couchitique.

## Organisation sociale et politique
Les relations entre les groupes et à l'intérieur de ceux-ci sont réglementées par un droit appelé xeer. Il organise en particulier le paiement des indemnités dues pour les blessures et décès, le prix du sang (diyya). Pour Ali Moussa Iye, ce droit pénal est la base du contrat politique de la « démocratie pastorale » issa. 
Pour l’anthropologue Günther Schlee, le xeer est une alliance contractuelle lorsque « pour pouvoir défendre ses droits et ses torts il faut donc être fort, et la force dépend du nombre des membres du groupe et de leur cohésion ». Il s’agirait non d’un droit, mais d’un « système [qui] donne la liberté […] à ceux qui sont suffisamment puissants […] de s’attaquer à d’autres en toute impunité. Pour ce qui est de l’égalité, il ne reconnaît que celle des forces en présence ».

## Subdivisions
Les Issas seraient divisés selon les différentes branches suivantes :
- Ēlēye'
- Hawlagadee (Walāldōn)
- Hōlle (Fūrlabe)
- Hōrrōne
- Wakhron (Ūrweyne)
- Wardīq

## Personnalités issas
Il n'existe pas d'état civil à Djibouti pour les «indigènes» avant 1935, ce qui explique l’imprécision de dates de naissance souvent établies a posteriori.
- Abdourahman Ali Waberi, né en 1965 à Djibouti, est un écrivain franco-djiboutien d'expression française.
- Aden Robleh Awaleh, né en 1941 à Ali Sabieh et décédé le 31 octobre 2014 à Djibouti, est un homme politique djiboutien.
- Awaleh Aden Dahey, né en 1983 à Djibouti, est un chanteur djiboutien.
- Hassan Gouled Aptidon (né officiellement à Djibouti le 15 octobre 1916, mais sans doute vers 1908-1910 à Guerisa[8]; mort le 21 novembre 2006), est un homme politique de la côte française des Somalis, du territoire français des Afars et des Issas puis de la république de Djibouti.
- Hussein Ahmed Salah est un marathonien djiboutien.
- Ismaïl Omar Guelleh (en somali, Ismaaciil Cumar Geelle ; en arabe, اسماعيل عُمر جليه), né le 27 novembre 1947 à Aïcha en Éthiopie où son père était chef de gare, est un homme politique djiboutien, président de la République depuis 1999.
- Mahamoud Harbi Farah (1921-1960) est un syndicaliste et homme politique de la Côte française des Somalis.
- Mohamed Djama Elabeh est un homme politique de la Côte française des Somalis, du Territoire français des Afars et des Issas puis de la république de Djibouti.
- Moussa Ahmed Idriss, né en 1933 à Doudah, est un homme politique, ancien député de la Ve République, élu de la Côte française des Somalis (CFS) devenue la république de Djibouti.
- Nima Djama est considérée comme l'Édith Piaf de Djibouti[réf. nécessaire].